# Rowobungkul
Rowobungkul is een bestuurslaag in het regentschap Blora van de provincie Midden-Java, Indonesië. Rowobungkul telt 2657 inwoners (volkstelling 2010).